# Cromopuntura
La cromopuntura, colorpuntura o acupuntura con luz de color, es una práctica pseudocientífica englobada en la medicina alternativa y está considerada como una pseudoterapia basada en creencias «místicas o sobrenaturales». Afirma que se puede usar luz de distintos colores para estimular los puntos de acupuntura para el tratamiento de enfermedades y mejorar la salud. Es una forma de cromoterapia o «terapia de color».
Es importante hacer notar que no existen bases anatómicas o histológicas conocidas que respalden la existencia de puntos de acupuntura o meridianos, y no hay evidencia científica que respalde la eficacia de la cromopuntura.

## Historia
La cromopuntura fue desarrollada en la década de 1980 por el naturópata y acupunturista alemán Peter Mandel, quien la llamó cromopuntura esogética. «Esogético» es un término acuñado por Mandel para referirse a la «fusión de la sabiduría esotérica de la vida con los principios energéticos de los procesos de la vida».
Mandel cita a Fritz-Albert Popp, quien afirmaba que las células del cuerpo se comunican entre sí a través de un flujo constante de fotones (el cual no es un método de comunicación celular reconocido científicamente), y utilizando fotografía Kirlian, llegó a la conclusión de que los meridianos de acupuntura absorben y diseminan luz de colores dentro del cuerpo.
La cromopuntura se basa en la idea de que las enfermedades y el dolor se producen cuando un individuo se ha desviado de su «trayectoria de vida». Por ejemplo, un tratamiento podría estar destinado a liberar un bloqueo emocional para curar una condición del sistema nervioso, permitiendo al paciente dedicarse a su propósito espiritual individual. El modelo de Mandel es una representación holográfica de cómo se produce la energía vital en el cuerpo. Tres de los seis factores (llamados moléculas) representan las energías sutiles: los chakras, el campo formativo y el modelo conversor. Los otros tres factores describen la realidad física: los sistemas corporales, el sistema de coordinación y los relés de transmisión.

## Forma de tratamiento
La cromopuntura emplea siete colores básicos. En general, se considera que los colores cálidos (rojo, naranja y amarillo) incrementan la energía, mientras que los colores fríos (verde, azul y violeta) la disminuyen. Mandel también afirma que los colores cálidos y fríos, cuando se usan juntos, equilibran los flujos energéticos del yin y el yang.
En el tratamiento se utiliza un pequeño instrumento de mano que se asemeja a una linterna en ocasiones con una barra de cuarzo de color o filtros coloreados que cambian el color de la luz. La punta se coloca directamente sobre los puntos de acupuntura o se mantiene por encima de ellos a una corta distancia. A diferencia de la acupuntura, no se penetra la piel. Las sesiones de cromopuntura duran de 10 a 90 minutos.
Los colorpunturistas afirman realizar su diagnóstico mediante el uso de la fotografía Kirlian.

## Recepción
La cromopuntura ha sido catalogada como pseudoterapia por el Ministerio de Sanidad del Gobierno español con el apoyo del "Observatorio OMC contra las Pseudociencias, Pseudoterapias, Intrusismo y Sectas Sanitarias" perteneciente a la Organización Médica Colegial de España.
En un artículo publicado en el Skeptical Inquirer Jack Raso incluyó la cromopuntura en una lista de terapias «místicas o sobrenaturales».
La doctora estadounidense Harriet Hall, dedicada a rebatir la medicina alternativa, señala que no existen investigaciones científicas que apoyen la cromopuntura, y explica cómo el color puede ser utilizado para el diagnóstico más que para el tratamiento.
Una revisión de los estudios de investigación realizada en Europa para evaluar la eficacia de la cromopuntura concluyó que el enfoque carecía de una base de investigación que permitiera considerarla algo más que una etapa piloto o preliminar de investigación.
El sitio web Quackwatch enumera la ccromopuntura como un tratamiento cuestionable, y hace notar que la investigación en cromopuntura no ha demostrado que la misma tenga efectos consistentes.